# رومانوفکا (شهرستان سوقلوق)
رومانوفکا (به لاتین: Romanovka) یک روستا در قرقیزستان است که در شهرستان سوقلوق واقع شده‌است. رومانوفکا ۲٬۶۳۳ نفر جمعیت دارد و ۷۳۱ متر بالاتر از سطح دریا واقع شده‌است.